# 董必武
董 必武（とう ひつぶ、ドン・ビーウー、1886年3月5日 - 1975年4月2日）は、中華人民共和国の政治家。中国共産党の創立メンバーの一人。中華人民共和国副主席（1959年 - 1972年）として在職中、文化大革命によって劉少奇が中華人民共和国主席を解任されたため、1968年以降、国家主席制が廃止される1975年まで、国家副主席・国家主席代理（1972年 - 1975年）として、国家主席の職務を代行した。

## 生涯
湖北省黄安県に生まれる。1911年に中国同盟会に加入し、辛亥革命に参加。その後2度にわたり日本に留学し日本大学法科にて学ぶ。1921年に武漢地区代表として中国共産党第1回党大会（中共一大会議）に参加する。
1949年の中華人民共和国成立後は、政務院副総理、最高人民法院院長、国家副主席、国家主席代理、中国共産党中央監察委員会（現在の中央規律検査委員会）主任、党中央政治局常務委員などを歴任した。
第1回党大会の出席メンバーで、戦後中華人民共和国の幹部として生涯を全うしたのは毛沢東と董の2名のみとされている。1977年に「詩選」が、1986年に生誕100周年の記念切手が出されている。

## 関連文献
日本語文献
- 日本留学と東アジア的「知」の大循環　王敏. 三和書籍, 2014.[1]
- ニム・ウェールズ 編、陸井三郎 訳『紅い塵 : 新中国の革命家たち 上巻』新評論社、1953年12月10日。NDLJP:2994040。